# Iglesia de San Cristóbal (Salinas de Añana)
La iglesia de San Cristóbal fue un inmueble de la localidad española de Salinas de Añana, en la provincia de Álava. Quedó destruida durante la guerra de la Independencia.

## Descripción
El edificio, que se encontraba en la localidad española de Salinas de Añana, fue la iglesia parroquial del lugar. Destruida por el general Francisco de Longa y Anchía durante la guerra de la Independencia para desalojar a un destacamento francés que allí se guarecía, a mediados del siglo XIX quedaban de ella apenas unas ruinas. Aparece descrita en el segundo volumen del Diccionario geográfico-estadístico-histórico de España y sus posesiones de Ultramar de Pascual Madoz con las siguientes palabras:

se hallan agregados á esta parr. los felig. de la de San Cristóbal, que, sit. en la cumbre de la pobl., fué destruida por el general D. Francisco Longa en 1813 para desalojar un destacamento francés que en ella se guarecia: entre sus ruinas se encuentra una magnífica pila bautismal de piedra, figurando una concha redonda. Al N., y bien ventilado está el cementerio rural.
(Madoz, 1845, pp. 350-351)

A raíz de la destrucción, pasó a ser iglesia parroquial de la localidad la de Santa María de Villacones.